# Dubioniscus insularis
Dubioniscus insularis är en kräftdjursart som beskrevs av Albert Vandel 1972. Dubioniscus insularis ingår i släktet Dubioniscus och familjen Dubioniscidae. Inga underarter finns listade i Catalogue of Life.